# خط لوله نفت افغانستان
خط لوله نفت افغانستان (انگلیسی: Afghanistan Oil Pipeline) پروژه‌ای بود که توسط چندین شرکت نفتی برای انتقال نفت از منطقه خزر و آسیای مرکزی از طریق افغانستان به پاکستان پیشنهاد شد.

## تاریخچه
در دهه ۱۹۹۰، شرکت یونوکال آمریکا، علاوه بر خط لوله گاز ترانس افغانستان، ساخت یک خط لوله نفتی به طول ۱۶۰۰ کیلومتر (۱۰۰۰ مایل) ۱۰۰۰۰۰۰ بشکه در روز (~۵/۰×۱۰۷ تن در روز) را برای اتصال ترکمن‌آباد ترکمنستان تا ساحل دریای عرب پاکستان در نظر گرفت. از طریق خط لوله امسک (روسیه) - پاولودار (قزاقستان) - شمکند- ترکمن‌آباد، یک مسیر صادراتی جایگزین احتمالی برای تولید نفت منطقه از دریای خزر فراهم می‌کند. انتظار می‌رفت که این خط لوله ۲/۵ میلیارد دلار هزینه داشته باشد. اما به دلیل بی‌ثباتی سیاسی و امنیتی در آن زمان، این پروژه منتفی شد. 

## نظریه مورد اختلاف
برخی پیشنهاد کرده‌اند که انگیزه واقعی تهاجم غرب به رهبری ایالات متحده به افغانستان در سال ۲۰۰۱، اهمیت افغانستان به عنوان مجرای خطوط لوله نفت به کشورهای همسایه افغانستان، با دور زدن مؤثر سرزمین‌های روسیه و ایران و شکستن انحصار جمعی روسیه و ایران بر منابع انرژی منطقه‌ای در افغانستان بود. برخی دیگر استدلال کرده‌اند که خط لوله دلیل قابل توجهی برای تهاجم نبوده است، زیرا اکثر دولت‌های غربی و شرکت‌های نفتی مسیر صادراتی را که از دریای خزر به آذربایجان و سپس به گرجستان و به دریای سیاه از طریق افغانستان می‌گذرد، ترجیح می‌دهند.